# Навакалевара
Навакалевара (Ория: ନବ କଳେବର) происходит от санскритских слов «нава» — новый и «калевара» — тело, что буквально значит «новое тело») — древний индуистский ритуал связанный с Джаганнатхой. Его проводят в Пури каждые двенадцать лет. Во время этого ритуала Джаганнатху, Балабхадру, Субхадру и Сударшана-чакру из старых божеств перемещают в новые, в то время как старые закапывают.

## Время церемонии
Согласно древнеиндийскому календарю, благоприятным для проведения церемонии считается год, который включает в себя два месяца (Адхика маса) ашадха. Обычно это происходит каждые 12-19 лет. Божеств вырезают из особого вида нима под названием Дару-Брахма. К церемонии начинают готовиться в месяц чайтра.

## Расположение священных деревьев
Обычный ним нельзя использовать для изготовления божеств. Существуют определенные условия, по которым можно считать, что это дерево — Дару-Брахма, подходящее для изготовления божеств:
1. На этих деревьях должен присутствовать символ чакры.
2. Под ними или в близлежащем муравейнике должны скрываться ядовитые змеи типа кобры.
3. Поблизости должно присутствовать дерево тамаринд.
4. Вблизи каждого дерева должно присутствовать кладбище.
5. У каждого дерева над главным стволом должно быть 4-7 ветвей.
6. На расстоянии 305-366 см от земли ствол дерева должен быть прямой и без полостей.
7. Птичьих гнезд не должно быть.

Здесь не обходится без божественного вмешательства. Согласно древней традиции, пуджари храма Джаганнатхи в Пури поклоняются Маа Мангале в храме Мангала. Говорится, что богиня является главному пуджари во сне, открывая местоположение деревьев.

## Процесс ритуала
После того, как деревья нашли, проводится хома (огненное жертвоприношение), чтобы пригласить всех полубогов, и получить их благословения, а потом начать срубать деревья. Сначала деревьев касаются маленьким золотым топориком, потом серебряным и в конце — железным. Далее поют 108 имен Господа. Из веток этих деревьев создают небольшие повозки, а потом главные стволы доставляют на этих повозках до Пури. На протяжении всего пути эти повозки везут преданные из деревень, которые стоят на пути до Пури.
После того, как достигли Пури, стволы заносят в храм через северные ворота до начала ежегодной церемонии омовения божеств.Стволы хранятся в Коили Баикунтхе, который располагается в северном углу храма. Со следующего дня церемонии умелые плотники под именем Бишвакарма начинают вырезать из дерева божеств под присмотром и руководством Даитапатьев. Все это происходит совершенно секретно, и никто не может видеть, как вырезают божеств.
До того, как наступает ночь Ашадха Чатуртхи, новые божества уже готовы и перенесены в храм. В эту особую ночь, ровно в полночь, Брахма Падартха (предмет, который никому не известен) тайно переносится из старого божества в новое. Затем старых божеств закапывают в Коили Баикунтхе поздно ночью, чтобы никто не видел. Полиция Индия строго следит за тем, чтобы в городе не горел ни один огонь.